# Carpella
Carpella is een geslacht van vlinders van de familie spanners (Geometridae), uit de onderfamilie Ennominae.

## Soorten
- C. aequidistans Thierry-Mieg, 1893
- C. districta Walker, 1865
- C. innotata Warren, 1894
- C. interrupta Schaus, 1901
- C. marginata Dognin, 1902
- C. miegii Dognin, 1893
- C. semigrisea Thierry-Mieg, 1892
- C. sublineata Dognin, 1902